# 四神相応

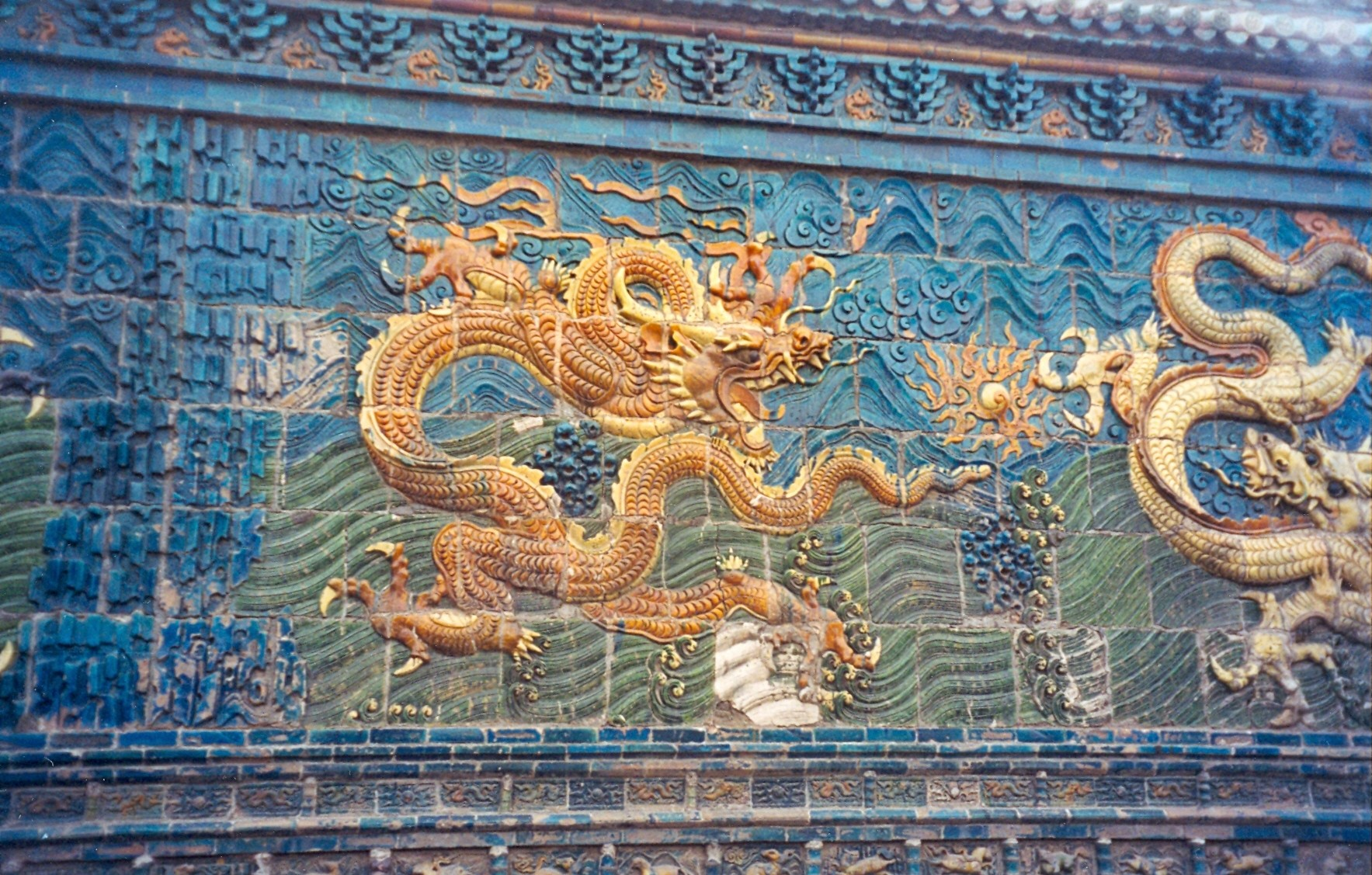
九龍壁の黄竜（紫禁城）

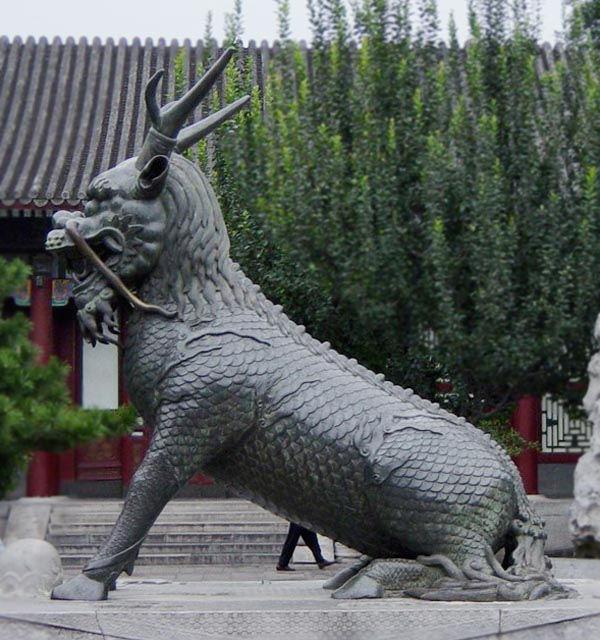
頤和園にある麒麟像

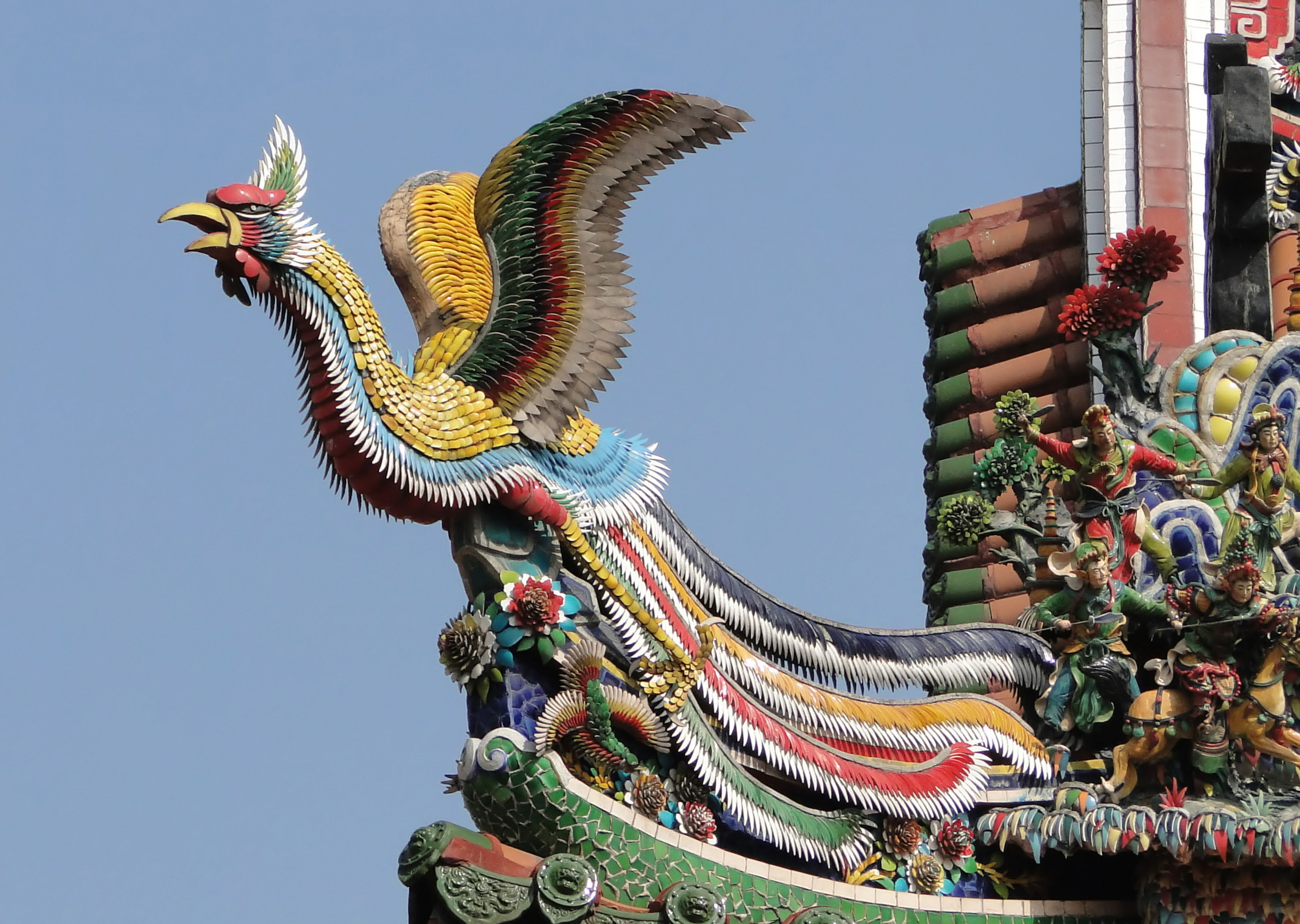
台湾、艋舺龍山寺の鳳凰

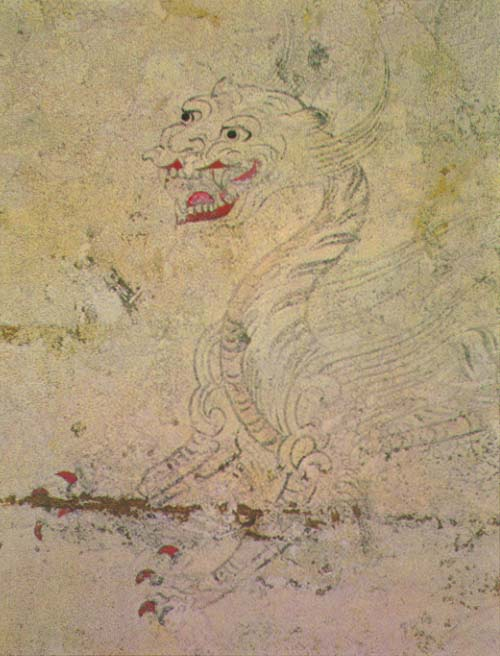
白虎（高松塚古墳の壁画）

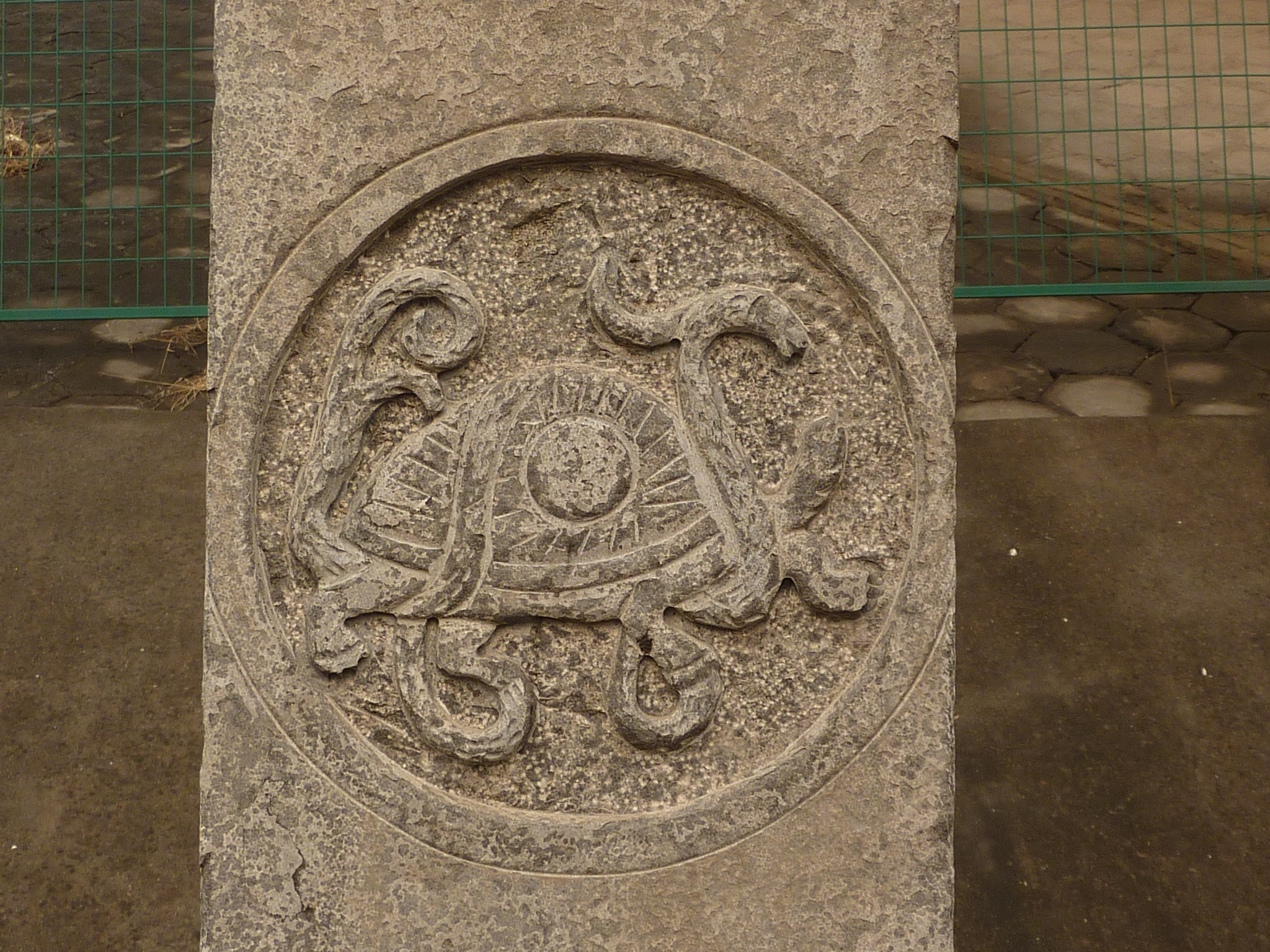
亀に蛇が巻き付いた形で描かれる玄武（南京明文化村）

四神相応（）は、東アジア・中華文明圏において、大地の四方の方角を司る「四神」の存在に最もふさわしいと伝統的に信じられてきた地勢や地相のことをいう。四地相応（）ともいう。なお四神の中央に黄竜や麒麟を加えたものが「五神」と呼ばれている。ただし現代では、その四神と現実の地形との対応付けについて、中国や朝鮮と日本では大きく異なっている。

## 中国・朝鮮
中国や韓国における風水の四神相応は、背後に山、前方に海、湖沼、河川の水（）が配置されている背山臨水の地を、左右から砂（）と呼ばれる丘陵もしくは背後の山よりも低い山で囲むことで蔵風聚水（風を蓄え水を集める）の形態となっているものをいう。この場合の四神は、背後の山が玄武、前方の水が朱雀、玄武を背にして左側の砂が青龍、右側が白虎である。
日本の平安京においても、北の丹波高地を玄武、東の大文字山を青龍砂、西の嵐山を白虎砂、南にあった巨椋池を朱雀とする対応付けが可能で、背山臨水を左右から砂で守るという風水の観点から正しく京都は四神相応の地であった。ただし巨椋池が完全に干拓されてしまったために、現代では平安京は朱雀を失っている。なお平安京大内裏北方にある船岡山は玄武とするには低山に過ぎ、現代中国の風水の観点に立つと、船岡山は玄武を伝ってやってくる山龍が目指す星峰と解釈される。
なお、中国元代に編集された家政全書である『居家必要事類』には『周書秘奥営造宅経』が収められており、そこには宅地の撰地条件として

　一　屋宅舎。欲左有流水。謂之青龍。右有長道。謂之白虎。前有洿池。謂之朱雀。後有丘陵。謂之玄武。為最貴地。（屋宅は舎。左に流水有るを欲す。これを青龍と謂う。右に長道有り。これを白虎と謂う。前に洿池有り。これを朱雀と謂う。後ろに丘陵有り。これを玄武と謂う。最も貴地と為す。）

とある。これは後に述べる「四神=山川道澤」説と同じであり、この説が中国由来であることを明瞭に示す。なお、ここに朱雀を「洿池」即ち「溜め池」とすることは宅地からの水溜めを示していて、これらが住宅の敷地の撰地に限定していることに留意すべきである。さらに敦煌文書『司馬頭陀地脈訣』の中に

　凡居宅、左青龍、東有南流水。是左青龍。右白虎、西大道。是右白虎。前朱雀、南有洿池。是前朱雀。後玄武、北有大丘陵。是玄武。（およそ居宅、左青龍、東に南流する水あり。これ左青龍なり。右白虎は西に大道あり。これ右白虎なり。前朱雀は南に洿池あり。これ前朱雀なり。後玄武は北に大丘陵あり。これ玄武なり。）

とある。この文書は出自から唐の頃のものと考えられる。これらは『周書秘奥営造宅経』と同じく住宅に関する四神である。

## 日本

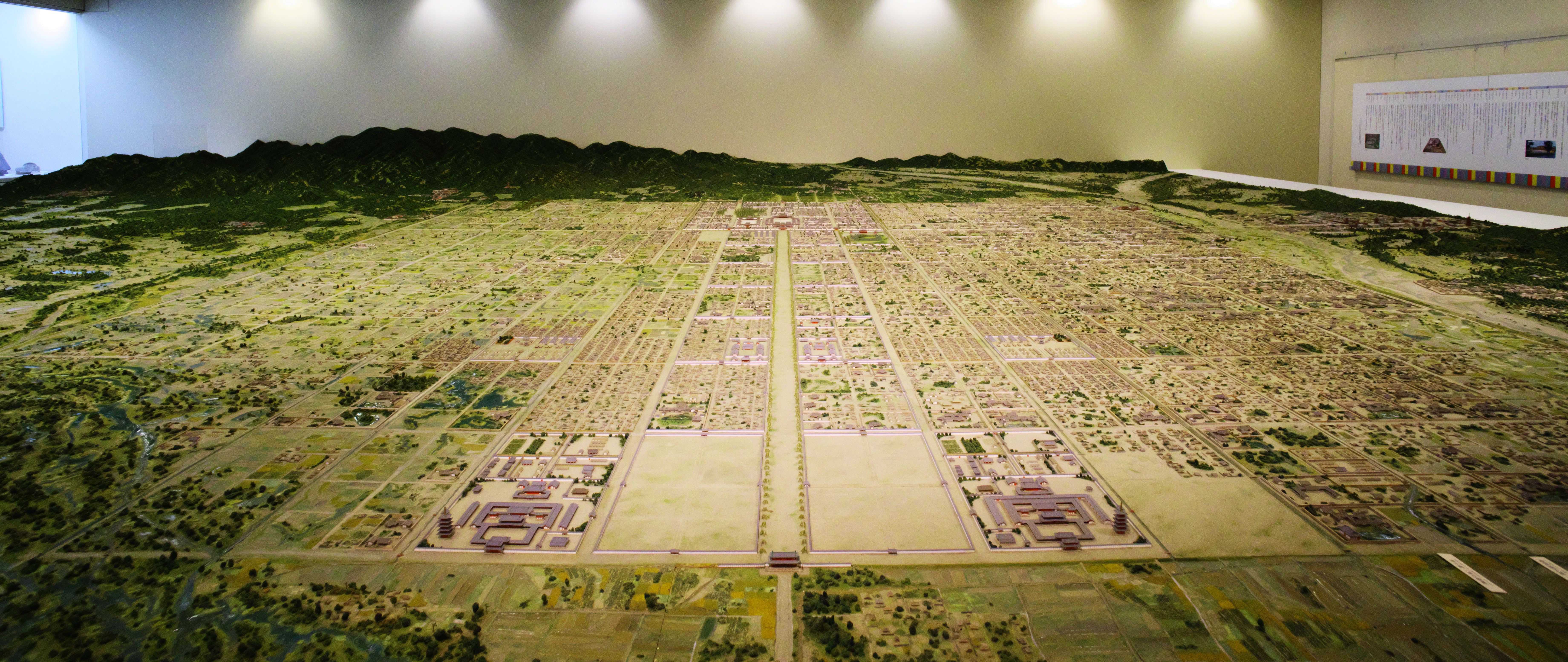
平安京復元模型（京都市平安京創生館で撮影）

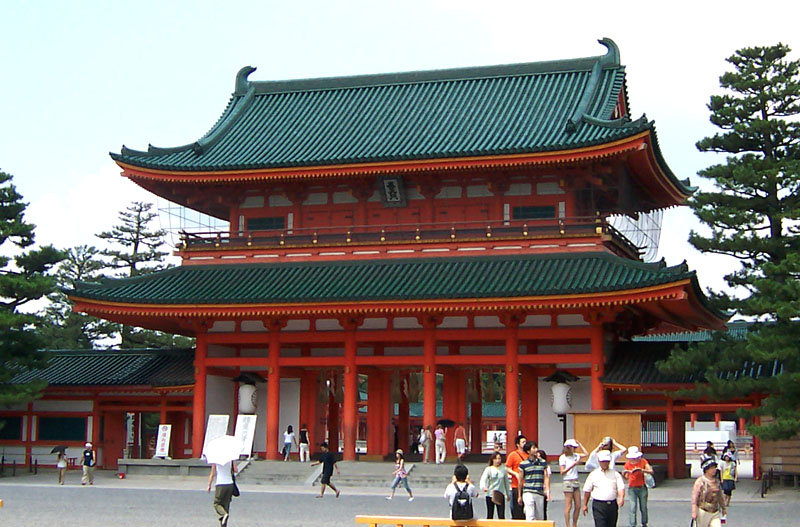
平安京を再現した神社『平安神宮』、四神相応の理論のもとに建つ（京都市左京区）

現代の日本では、東・青龍、西・白虎、南・朱雀、北・玄武が四神（四禽）として考えられ、次表のように四神を「山川道澤」にそれぞれ、青龍を川、白虎を道、朱雀を池（沢）、玄武を山と対応させる解釈が一般に流布している。
| 方位 | 四神 | 地勢    | 色 | 季節 |
| ---- | ---- | ------- | -- | ---- |
| 東   | 青龍 | 川/流水 | 青 | 春   |
| 西   | 白虎 | 道/大道 | 白 | 秋   |
| 南   | 朱雀 | 沢/湖沼 | 朱 | 夏   |
| 北   | 玄武 | 山/丘陵 | 玄 | 冬   |

この解釈が一般的となったのは、古く平城京・平安京は四神相応の都とされ、また、平安時代から江戸時代にかけての書物に、平安京をモデルとして四神のことや山川道澤のことが見え、さらには具体的地名に充てる説が示されることによる。
これにより、近年、山川道澤説に従って具体的に地理的に比定する試みが近年盛んになっている。
四神（四禽）については、中国の天文学により、天空の四方に見える主な28の星を 二十八宿と名づけ、その星をつないだ形について、東が龍、南が鳥、西が虎、北が亀に見えるというところから起こった。
四神思想は中国からもたらされたものであるが、四神に地形を相応させる思想は日本特有のもので、中国には見られないという説もある。

### 平安京
平安京については、東・青龍を鴨川に、西・白虎を山陰道、南・朱雀を巨椋池、北・玄武を船岡山に、それぞれ充てる説が昭和50年ごろから村井康彦らにより広められ、現在ではこれが定説になった感がある。
これに対して足利健亮は、西白虎・大道を平安京西辺に沿って設けられたとする「木島大路（木嶋大路）」、南朱雀・沢畔は下鳥羽付近の遊水池、あるいは横大路付近にある土地（字朱雀）との説を提唱した。別に、目崎茂和は、青龍＝鴨川、白虎＝双ヶ丘もしくは西山、山陰道、朱雀＝巨椋池、玄武＝船岡山・北山という説を述べた上で、「都を守る風水の目はいくつもあっていいし、多様に考えてみて」と話しており、複数の四神と思しきポイントが学者や風水研究家から提出されている。
一方、四神を山川道澤に当てはめる説に対しては、異論も唱えられている。黄永融は、風水説である「天心十道」が当てはまると考えており、平安京は、船岡山・大文字山・西山・甘南備山（在　京田辺市）を四神として、その交差点に大極殿を建てたという説を立てたが、中国哲学研究者で風水・易学についても著作のある三浦国雄はこの説に否定的な見解を述べている。平安京の「四神＝山川道澤」説に対する批判として、歴史考古学者である加藤繁生は、平安京四神相応説に疑問を呈しつつ、仮にそうであってもそれが「宅地風水」の山川道澤であったはずはなく、三浦の著を引用して中国起源の「都市風水」に則り「三閉南開」といえる地形であったとし、「三閉」を京都盆地の東、北、西の三方を囲む山（東山・北山・西山）ではないかとしている。
また、四神相応によって京都が建都されたという思想は、福原遷都の際に遷都批判の理由付けとして成立したものとの指摘や、四神と山川道澤との対応の典拠は建都から時代を下った平安後期成立の『作庭記』であり、また、『作庭記』は寝殿造を念頭においた理想の庭園作りの作法を解説するものという性格上、宮都の選地についての言及はなく、ましてや平安京のどこが山川道澤のどれと対応しているかといった具体的地名などが記されているわけではないことが指摘される。
『作庭記』の「四神＝山川道澤」による「宅地風水」とは別物である「都市風水」により平安京選地がなされただろうという説に立てば、平安京の四神が「山川道澤」を表象し、それぞれに具体的地形を当て嵌めていたという考え方は、当然相容れないことになる。
一方、『作庭記』よりも古い、1058年頃の成立といわれる『雲州消息』に、四神を山川道澤に対応させる考えが記されており四神相応思想は平安中期には成立していたとの指摘や、また、天長5年（828年）の日付がある空海の「綜芸種智院式」に、綜芸種智院の立地について「兌白虎大道。離朱雀小澤。」との記載があることなどから、四神を山川道澤を対応させる考え方そのものは平安建都前後には成立していたとする見方がある。中国由来の四神を山川道澤に擬する考え方は古くから日本にあったことは認められるが、これも綜芸種智院の宅地選定という「宅地風水」に関わるもので平安京における四神相応とは別の議論となる。

そもそも平安京について、選地の際に僧を伴っているから風水も選地理由のひとつであった可能性はあるものの、四神相応の地として選地されたことは、『日本紀略』に示される平安遷都の詔には現れない。
だが、古墳時代後期の高松塚古墳、キトラ古墳には四神図、星宿図があり、平安京に先立つ平城京では、その建都にあたっての詔勅に「四禽図に叶い」と四神相応の地であると考えられていた。平城京の立地は、山川道澤にはあてはまらないが「三山鎮を作し」とあるところを見ると平城京の東西と北にある丘陵地を指すと考えられ、四神の内少なくとも三神は丘陵地のことであったと解せば、これは中国由来の都市風水に合致する。
平安京の四神相応説は、鎌倉初期、平家物語の「此の地の体を見候うに、左青龍・右白虎・前朱雀・後玄武、四神相応の地なり。尤も帝都を定むるに足れり」に発し、その後作庭記などに述べられるところにより山川道澤と解せられ、さらに徐々に京都の具体的地形に当て嵌めようとする試みが行われ、ついには現在定説化した「船岡山・鴨川・巨椋池・山陰道」説が昭和時代に至って成立したと概観できる。ここには本来都市風水でもって論じるべき所を宅地風水によって論じたという根本的な過誤が見られる。今後は、この点に留意して慎重に論じられることが望まれる。

### 平安京以外の都市
鎌倉時代の『吾妻鏡』嘉禄元年十月廿日丁未条によれば、朝廷から派遣されていた安倍国道以下七人陰陽師と、奈良興福寺の僧で法印であった珍誉との間で鎌倉幕府の御所の移転先をめぐって論争があったが、珍誉は『作庭記』にある山川道澤の四神相応を採用して『若宮大路』を四神相応の地として推している。北条泰時の鎌倉幕府は珍誉の説を採用して嘉禄元年（1225年）に御所を若宮大路に移転させた。珍誉の言は以下のように記録されている。

若宮大路者、可謂四神相応勝地也。西者大道南行、東有河、北有鶴岳、南湛海水、可准池沼云々。
（大意）若宮大路は四神相応の勝地というべきである。西は大道が南行し、東に河有り、北に鶴岳有り、南に海水を湛えており、池沼に准ずべきである云々。

このように朝廷から派遣されていた安倍国道以下七人陰陽師と珍誉との間で論争があったということは、朝廷の陰陽寮では山川道澤の四神相応は採用されていなかったことを示唆している。一方で、「御所の選地」とあれば四神を山川道澤としたことは当然で、当時宅地風水は広く知られていたことがわかる。
近世の城について、江戸城は菊池弥門の『柳営秘鑑』によれば、「風此江戸城、天下の城の格に叶ひ、其土地は四神相応に相叶ゑり」と記される一方、地形をもって「四神＝山川道澤」説に合致しているとは言い難く、姫路城や福山城、熊本城などを「山川道澤」の四神相応とするもの同様に後世に創られた解釈である。
名古屋城については、『金城温古録』では「四神相応の要地の城」とされ、四神相応の考え方が城地選定の一つの要因として考慮されていたと考えられるが、四神相応は山川道澤とは明らかに異なっている。このことは、少なくともこの時期には、四神相応が単に好い土地であることの言い換えに過ぎなかった可能性を示す。

## 現代に残る四神相応の例

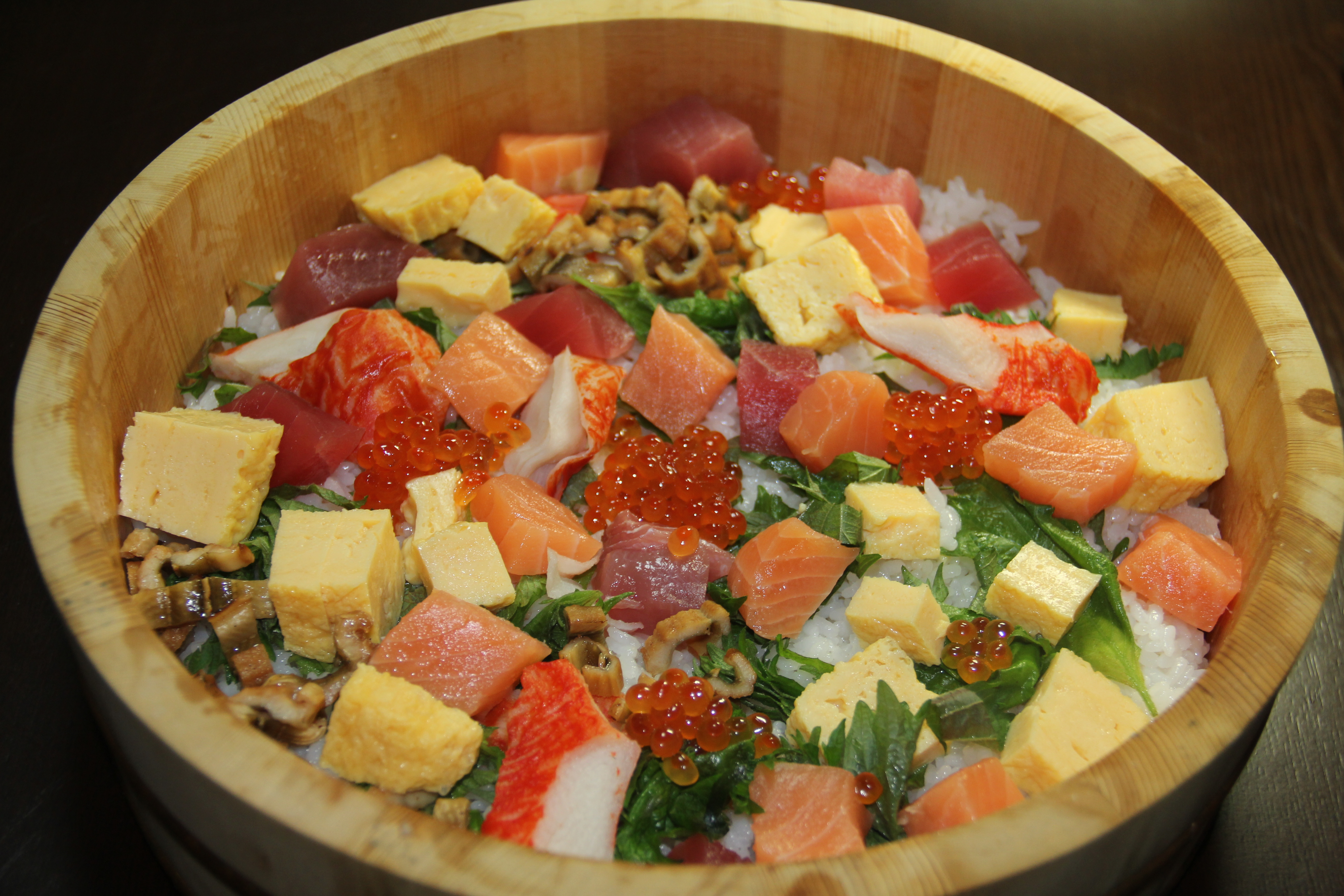
ちらし寿司

- 大相撲 - 土俵上にある4つの色分けされた房は元来方屋の屋根を支えた4柱の名残であり四神を表している。
- ちらし寿司 - 四色の具材で四神または四季、五色（五行）の具材で宇宙を表現しているといわれる。